# 石原初太郎
石原 初太郎 （いしはら はつたろう、明治3年9月6日（1870年9月30日） - 昭和6年（1931年）2月25日）は、日本の地質学者。四女の美知子は作家・太宰治の妻となった。

## 略歴
甲斐国（出生翌年の廃藩置県で山梨県巨摩郡大下条村（現・甲斐市））に、父・孫三郎と母・かくの長男として生まれる。
幼少の頃から和漢の書に親しみ、松島小学校（現在・甲斐市立敷島小学校）を終えて徽典館中学校（現在・山梨県立甲府第一高等学校）、第一高等学校から東京帝国大学理科大学地質学科で地質学を専攻し1897年（明治30年）に大学を卒業した。
卒業後、農商務省東京鉱山監督署、同省鉱山局、盛岡鉱山監督署に勤務し、1898年（明治31年）に「岡木くら」と結婚した。
1899年（明治32年）に教育界へ転じ、山口県立豊浦中学校（現在・山口県立豊浦高等学校）、島根県立第一中学校（現在・島根県立松江北高等学校）、同第二中学校（現在・島根県立浜田高等学校）、山形県立米沢中学校（現在・山形県立米沢興譲館高等学校）などの校長を務めたのち、1919年（大正8年）に広島高等師範学校地質学教室の講師となり、その後1921年（大正10年）に退官、山梨県の招聘に応じて帰郷し山梨県嘱託となり、富士山麓の景勝開発事業に従事するとともに山梨県下一帯の地質及び動植物の調査研究を行った。
帰郷後は甲府市水門町（現・朝日一丁目）に居住。1931年（昭和6年）、60歳で死去。
孫である津島佑子の小説『火の山ー山猿記』の登場人物、有森源一郎のモデルとなった。

## 著作
- 『実験を主としたる自然地理学概論』宝文館 1923年（大正12年）刊
- 『文化と自然科学』宝文館 1923年（大正12年）刊
- 『実験地理学通論』宝文館 1923年（大正12年）刊
- 『改正尋常小学校 地理書附図読方と実習法』好文書院 1924年（大正13年）刊
- 『富士山の自然界』山梨県編 1925年（大正14年）刊
- 『富士の地理と地質』古今書院 1928年（昭和3年）刊
- 『甲斐の名勝 御嶽昇仙峡と其奥』上田泰文堂 1930年（昭和5年）刊
- 『山梨県名木誌』山梨県編 1931年（昭和6年）刊

## 家族・親族
- 長男 - 左源太（東京帝国大学医学部在学中の1933年（昭和8年）5月25日に逝去[1]）
- 二女 - 喜代子（京城帝国大学法文学部助教授・小林英夫と結婚）
- 三女 - 宇多子（東京火薬工業勤務・山田貞一と結婚）
- 四女 - 美知子（津島修治（作家・太宰治）と結婚）
- 次男 - 明（数学者、理学博士、東京大学教授、ニューヨーク州立大学名誉教授）
- 孫 - 津島園子（政治家・津島雄二の妻）
- 孫 - 津島佑子（作家）
- 曾孫 - 津島淳（政治家）
- 曾孫 - 石原燃（劇作家、本名・津島香以）